# آشکارساز حرکت

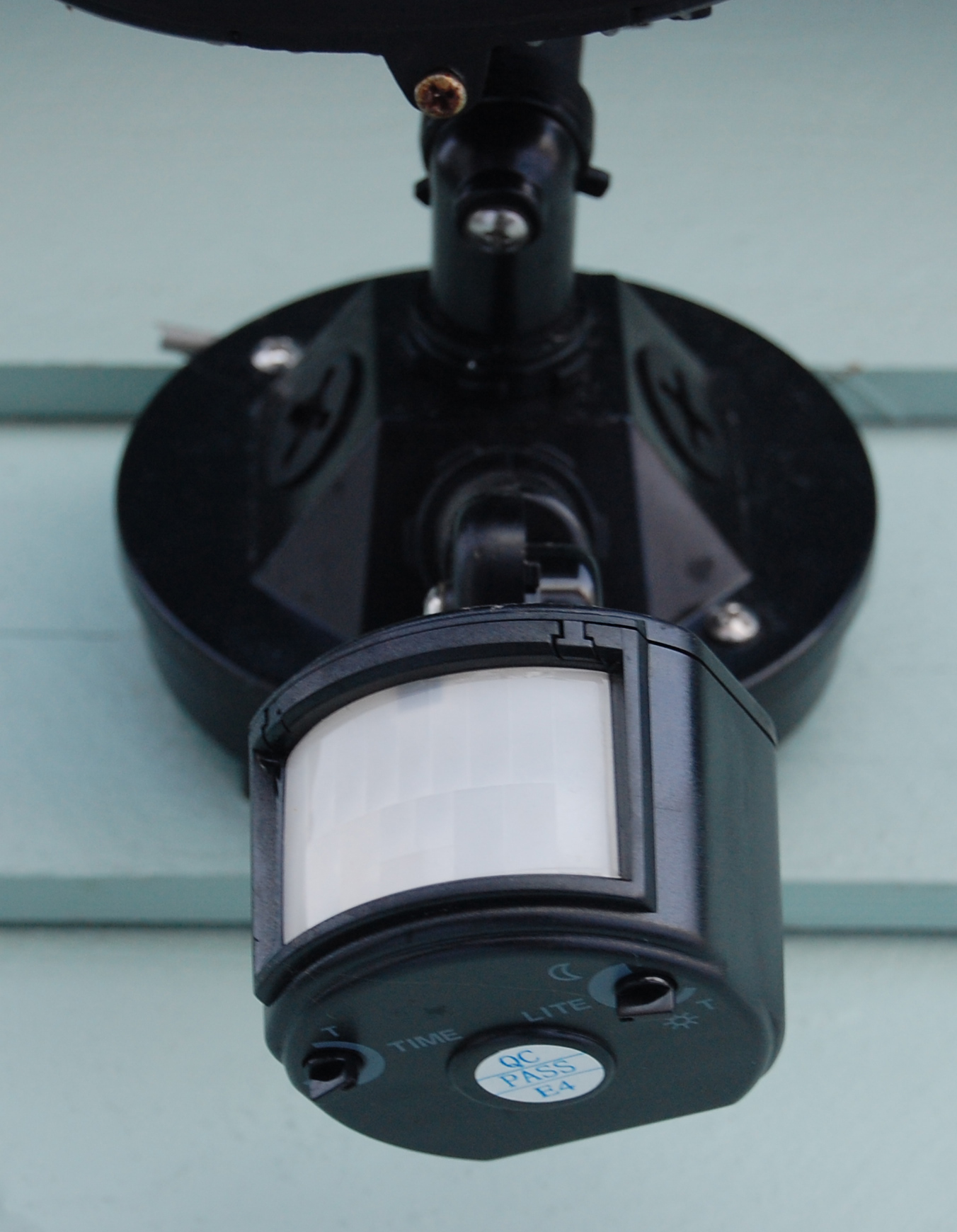
یک حسگر تشخیص دهنده حرکت متصل به پارکینگ

آشکارساز حرکت دستگاهی است که از یک ساختار فیزیکی یا حسگری الکترونیکی تشکیل شده‌است. این نوع از حسگرها می‌توانند به صورت کیفی حرکت را تشخیص داده (این حرکت می‌تواند متعلق به خود جسم مورد نظر یا اجزای متصل به آن باشد) و کاربر را نسبت به وجود این حرکت در میدان تحت نظر آگاه سازد.

## روش کار حسگر
یک تشخیص دهنده الکترونیکی از یک حسگر حرکت که می‌تواند تشخیص حرکت را به یک سیگنال الکتریکی تبدیل کند تشکیل شده‌است. این منظور می‌تواند با اندازه‌گیری تغییرات نوری یا شنوایی در میدان تحت نظر تحقق یابد. نور مادون قرمز یا تکنولوژی لیزر می‌تواند برای قسمت تشخیص نوری مورد استفاده قرار گیرند. بیشتر تشخیص دهنده‌های حرکت می‌توانند ۵۰ تا ۸۰ فوت رأ تشخیص دهند. این دسته از حسگرها قسمت مهم و حیاتی از سیستم‌های قوی و کامل امنیتی را که هم برای خانه‌ها و هم شرکت‌ها استفاده می‌شوند را تشکیل می‌دهند. وقتی تشخیص حرکت توسط یک ساختار طبیعی صورت گیرد آن را درک کردن حرکت می‌نامیم.
همچنین تشخیص دهنده‌های حرکتی نیز وجود دارند که از دوربین‌های متصل به کامپیوترها استفاده می‌کنند. این دوربین‌ها می‌توانند عکس‌های گرفته شده را ذخیره و مدیریت کنند تا توسط یک شبکه کامپیوتری یا فرد دیگری در زمان دیگری قابل مشاهده باشند.
یک راه ساده برای تشخیص حرکت توسط دوربین‌های ثابت این است که تصویر را با یک تصویر مرجع مقایسه کرده و به آسانی میزان تفاوت در پیکسل‌ها را محاسبه کند. از آنجایی که تصاویر به صورت طبیعی به دلایل عواملی همچون نور دهی متغیر، لرزش دوربین و غیره تغییر می‌کند، برای کاهش هشدارهای غلط پیش پردازش تصاویر ضروری به نظر می‌رسد.
راه‌های پیچیده تری برای شرایط پیچیده‌تر که خود دوربین نیز حرکت می‌کند یا باید تشخیص حرکت یک جسم متحرک در میدانی که اجسام متحرک دیگری نیز وجود دارند صورت پذیرد، لازم به نظر می‌رسد. به‌طور مثال می‌توانیم به حفاظت از یک نقاشی در یک نمایشگاه هنگامی که توسط بازدید کنندگان احاطه شده‌است اشاره نماییم. به دلیل گستردگی طیف حسگرهای تشخیص دهنده حرکت روش کار بعضی از آن‌ها به‌طور جداگانه در قسمت کاربرد حسگرها تفضیلا توضیح داده شده‌است.

## حسگرها
به‌طور اساسی سه دسته از حسگرها در گسترهٔ تشخیص دهندهای حرکت استفاده می‌شوند:

### حسگرهای مادون قرمز (غیرفعال)
به دنبال گرمای جسم می‌گردد. هیچ گونه انرژی از حسگر منتشر نمی‌شود.

### فرا صوت (فعال)
حسگر امواجی را بیرون می‌فرستد و انعکاس آن‌ها از یک جسم متحرک را اندازه می‌گیرد.

### ریز موج (فعال)
حسگر ریز موج‌هایی را به بیرون فرستاده و انعکاس آن‌ها را از یک جسم متحرک اندازه می‌گیرد، مانند آنچه که در یک نوع از اسلحه‌های پلیس(police radar gun) اتفاق می‌افتد.

## موارد استفاده

### حسگر اشغال(occupancy sensor)
بیشتر حسگرها در فضای خانگی استفاده می‌شوند تا نور دهی الکتریکی را کنترل نمایند. اگر حرکتی حس نشد فرض می‌شود که فضا خالی است و در نتیجه نیازی نیست تا آن فضا روشن بماند. خاموش کردن وسایل نور دهی می‌تواند مقادیر قابل ملاحظه‌ای از انرژی را ذخیره کند. یک حسگر اشغال در واقع یک تشخیص دهنده حرکت است که با یک دستگاه زمان‌بندی شده همراه شده‌است. این حسگر یک سیگنال خاموش‌کننده نور در یک مکان را، هنگامی که حرکت در آن مکان برای یک مدت مشخص متوقف شده باشد، تولید می‌کند.
حسگرهای اشغال از تکنولوژی مادون قرمز یا صوتی یا ترکیبی از این دو استفاده می‌کنند. این حسگرها باید به گونه‌ای تنظیم شوند که فقط محیط مورد نظر را تحت کنترل بگیرند و به محیط‌های اطراف دسترسی نداشته باشند. از آنجایی که خطای جایگذاری، خطاهای دیگر محیطی و خطای خود حسگر جزئی انکار ناپذیر است باید یک زمان تأخیری قبل از عوض کردن حالت روشنایی تعبیه شده باشد. معمولاً این زمان توسط کاربر انتخاب می‌گردد ولی به صورت پیش فرض این زمان برابر ۱۵ دقیقه انتخاب می‌شود. به این معنا که در پایان این زمان حسگر وسایل روشنایی را خاموش می‌کنند؛ ولی در سیستم‌های پیچیده‌تر در طول این زمان به‌طور تدریجی مقدار روشنایی کاهش می‌یابد. یکی از کاربردهای این حسگرها می‌تواند در مکان‌های عمومی (مانند توالت‌ها) باشد.

### هشدار دهنده امنیتی(burglar alarm)
یک تشخیص دهنده حرکت می‌تواند به یک سیستم هشدار دهنده امنیتی متصل شده باشد که صاحب خانه یا سرویس امنیتی را از وجود حرکت غیرمعمول آگاه سازد. یک چنین تشخیص دهنده‌ای می‌تواند یک دوربین نور قرمز را راه‌اندازی کند.

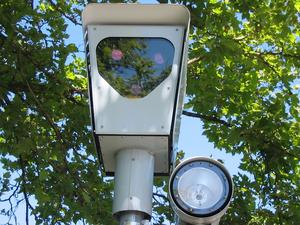
یک دوربین نور قرمز در Beaverton, اورگن، USA

بعضی از این حسگرهای امنیتی حرکت می‌توانند از نور مدون قرمز استفاده کنند تا تغییرات حرارتی را تشخیص دهند. مانند هنگامی که یک فرد (گرمای بدن) در محیط تحت کنترل این حسگرها حرکت کند. در این هنگام وسایل هشدار دهنده فعال می‌شوند. انسان‌ها به‌طور طبیعی دمای سطح بدنشان حدود ۹۳ درجه فارنهایت می‌باشد که این حرارت انرژی مادون قرمزی با طول موجی بین ۹ تا ۱۰ میکرومتر منتشر می‌کند. بنابراین این حسگرها به‌طور طبیعی به بازه ۸ تا ۱۲ میکرو متر حساس هستند. البته این دسته از حسگرها دارای معایبی نیز می‌باشند به این گونه که آن‌ها نمی‌توانند فردی را که نسبت به آن‌ها در طرف دیگر یک شیشه باشد را تشخیص دهند. این اتفاق به این دلیل می‌افتد که شیشه نسبت به نور مادون قرمز شفاف نیست.
سیستم‌های دیگر تشخیص حرکت از اشعه لیزر و فتو الکتریک استفاده می‌کنند، به این گونه که این اشعه‌ها از یک سمت به سمت دیگر محیط تحت نظر تابانده می‌شود و وقتی که جسم متحرکی آن‌ها را قطع کرد سیستم هشدار دهنده فعال می‌شود.

## تشخیص دهنده حرکت تکنولوژی_دوگانه
بسیاری ازتشخیص دهنده‌های حرکت از ترکیب تکنولوژی‌های متفاوت استفاده می‌کنند. این تشخیص دهنده‌های دوگانه به هر سنسوری فایده می‌رسانند و هشدارهای اشتباه را کاهش می‌دهند. همهٔ شرکت‌ها گزینه استفاده از PIR/Microwave تشخیص دهنده‌های حرکت را دارند که عملکرد "مقاوم در برابر حیوان خانگی " را دارا می‌باشد. در این عملکرد سنسور حیوان خانگی تا وزن ۸۰ پوند را نادیده می‌گیرد. نصب سنسور می‌تواند به‌طور استراتژیکی انجام شود که روشن شدن گمراهانه آژیر توسط حیوان خانگی کمتر شود.
معمولإ تکنولوژی PIR به همراه مدل دیگری عرضه می‌شود تا دقت را افزایش داده و مصرف انرژی را کاهش دهد. PIR در مقایسه با Microwave انرژی کمتری مصرف می‌کند، خیلی از سنسورها کالیبره می‌شوند، تا وقتی که PIR عمل کرد، سنسور Microwave را فعال کنند. اگر دومی نیز مزاحم را تشخیص داد سپس آژیر به صدا در می‌آید. از آنجایی که تشخیص دهنده حرکت طرف دیگر دیوار یا پنجره را "نمی‌بینند" نورپردازی بیرون حساس به حرکت نیز پیشنهاد می‌شود تا تلاش کامل برای محافظت از داراییتان افزایش یابد.
آژیرهای کاذب آنهایی هستند که معمولأ به دلیل خطاهای فنی نظیر خطای مکانیکی یا الکتریکی اتفاق می‌افتند.
آژیرهای اغتشاشی آنهایی هستند که معمولأ توسط مهاجمین یا مزاحمین تولید نشده‌اند بلکه بیشتر گرد و خاک پخش شده با باد، حیوانات، حشرات و برگ درختان باعث آن شده‌اند.
ترتیب دهی به سیستم آژیر که وقتی فعال شود که هر دو سنسور فعال شده‌اند آژیرهای اغتشاشی را کاهش می‌دهد، اما ممکن است احتمال تشخیص کاهش یابد.

## تشخیص حرکت در سیستم‌های مداربسته
سیستم‌های تشخیص حرکت یا motion detection در سیستم‌های دوربین مدار بسته به صورت پردازش تصویر و مقایسه فریم به فریم تصاویر کار می‌کند. به این طریق که واحد پردازشی سیستم CCTV تصاویر دوربین را با هم مقایسه کرده و خروجی مورد نظر کاربر را اعمال می‌کند.
قبلاً این کار پردازشی توسط DVR انجام می‌شد به‌طوری‌که دوربین تصاویر را به دستگاه DVR ارسال می‌کند و دستگاه هنگام تشخیص حرکت در محیط شروع به ضبط تصاویر می‌کند؛ که باعث افزایش فضای ذخیره‌سازی شده و تصاویر و لحظات اضافی که نیاز به ضبط شدن ندارند را حذف می‌کند. برای مثال اگر شبها که معمولاً حرکتی در تصاویر وجود ندارد را در حالت ضبط موشن بگذاریم مدت زمانی که DVR می‌تواند تصاویر را در هارد ذخیره کند تقریباً دو برابر می‌شود. در واقع DVRها دارای قابلیت تنظیم انواع مختلف حالات ضبط دارند. مثلاً می‌توان برای تک تک دوربینها و کانالهای ورودی DVR به صورت زمان‌بندی شده دستورات ضبط را اعمال کرد. برای مثال در یک مغازه که ساعات کاری آن از ساعت ۹ تا ۲۰ می‌باشد در دستگاه ضبط‌کننده، تنظیمات ضبط دوربین‌های داخل مغازه را در حالت ضبط دائم می‌گذاریم و در ساعات غیر کاری حالت ضبط را در حالت موشن می‌گذاریم تا از ضبط بی‌مورد خودداری شده و فضای ذخیره حفظ شود باید دقت داشت در صورت وقوع حرکت در تصاویر دوربینها شروع به ضبط خواهند کرد که این امر مستلزم دید در شب بودن دوربین‌ها می‌باشد.
این قابلیت جدیداً در برخی دوربین‌های مداربسته نیز وجود دارد که معمولاً در مدلهایی که OSD یا اصطلاحاً منو دار می‌باشند این قابلیت وجود دارد.
در برخی دستگاه‌ها می‌توان برای این قابلیت، محدوده و مرز نیز در تصویر مشخص کرد به‌طوری‌که برای مثال در تصویری که درب ورودی نیز در آن دیده می‌شود دور درب را با کادر مشخص نمود و حتی می‌توان این تنظیم را برای چند درب یا پنجره موجود در تصویر نیز فعال نمود. در نمونه‌های پیشرفته تر می‌توان جهت حرکت یا اندازه شی مورد نظ را نیز تعیین کرد. برای مثال برای خیابان یک طرفه اگر جسمی که به انداز یک ماشین می‌باشد به صورت برعکس قصد تردد داشته باشد توسط این دوربین شکار می‌شود و اگر عابرین موجود در معبر در حال تردد باشند سیستم واکنشی نشان ندهد.

## لینکهای مربوطه
- مشارکت‌کنندگان ویکی‌پدیا. «Smoke detector». در دانشنامهٔ ویکی‌پدیای انگلیسی، بازبینی‌شده در ۲۶ آوریل ۲۰۱۱.
- مشارکت‌کنندگان ویکی‌پدیا. «Heat detector». در دانشنامهٔ ویکی‌پدیای انگلیسی، بازبینی‌شده در ۲۶ آوریل ۲۰۱۱.
- مشارکت‌کنندگان ویکی‌پدیا. «Pickup». در دانشنامهٔ ویکی‌پدیای انگلیسی، بازبینی‌شده در ۲۶ آوریل ۲۰۱۱.
- https://web.archive.org/web/20100412083925/http://www.homesecurityandalarms.com/wireless-motion-sensors.aspx Wireless Motion Sensors